# جيم هارت (نحات)
جيم هارت (بالإنجليزية: Jim Hart)‏، هو فنان كندي، وُلد في أوائل خمسينيات القرن الماضي. ويُعتبر أحد أبرز الفنانين من شعوب الهايدا، وهو أيضًا رئيس لشعب الهايدا. يُعرف جيم هارت بكونه من كبار المعلمين في مجاله، وله تأثير كبير على فنون وإرث شعب الهايدا في كندا.

## حياته
وُلد جيم هارت في ماسيت، هايدا غووي، في كولومبيا البريطانية. والدته، جوان هارت، هي حفيدة تشارلز إيدينشو. أما والده فكان من أصل أوروبي، مما سمح لهارت بالهرب من نظام المدارس الداخلية الخاصة بالهنود الكنديين، الذي أُرسل إليه العديد من أبناء شعب الهايدا في زمانه. وبدلاً من ذلك، نشأ هارت مع جدَّيه وأصبح صيادًا.
اكتشف هارت شغفه بفن الهايدا في المدرسة الثانوية، وبدأ في تعلم فن النقش الجاد عام 1979. في عام 1978، تدرب لأول مرة تحت إشراف روبرت دافيدسون، حيث ساعده في بناء مجموعة من الأعمدة الطوطمية. من عام 1980 إلى 1984، أصبح مساعدًا للفنان بيل ريد في فانكوفر، الذي كان يعاني من مرض الباركنسون بشكل شديد، مما جعله غير قادر على إتمام الكثير من نقوشه بنفسه. بدأ هارت عمله مع ريد بإضافة التفاصيل النهائية على تمثال "الغراب والإنسان الأول"، الذي يُعد من المعالم الرئيسية في متحف الأنثروبولوجيا في جامعة كولومبيا البريطانية، كما ساعد أيضًا في عمل ريد "روح هايدا غووي / الزورق اليشم".
يعيش هارت بين فانكوفر وهايدا غووي. في هايدا غووي، يُعرف باسم "ˀIdansuu"، وهو اسم رئيس وراثي حصل عليه في عام 1999 بعد أن كان يحمل هذا الاسم في وقت سابق تشارلز إيدينشو. بصفته رئيسًا، ينتمي هارت إلى مجلس رؤساء الهايدا الوراثيين.

## الأعمال الفنية
كان جيم هارت أول فنان من ساحل الشمال الغربي يستخدم البرونز في أعماله، بدءًا من عام 1982، وقد أبدع أيضًا في صناعة الأعمال الفنية من الفضة والذهب. في عام 1988، أشرف هارت على بناء منزل الهايدا في المتحف الكندي للحضارة.
أحد أبرز أعماله هو تمثال الخشب "كوكبة الضفدع" (1995)، الذي يعتبره هارت معادلًا لرسالة الدكتوراه، حيث يُصور التمثال شخصين على ظهر ضفدع عملاق، وقد تم تثبيته في حرم جامعة سايمون فريزر في عام 2012. كما بدأ هارت في تصميم تمثال "شاشة الرقص"، وهو نقش خشبي ضخم بدأ العمل عليه في 2009، وقد تم تثبيته كعرض مؤقت في معرض فانكوفر للفنون في عام 2012. في عام 2018، تم عرض شاشة الرقص (الصرخة أيضًا) بشكل دائم في متحف أودين للفنون في ويسلر.
من بين أعماله الأخرى عمود الطوطم، أو كما يعرف "احترام لبيل ريد"، وهو جزء من قرية الهايدا الخارجية في متحف الأنثروبولوجيا في جامعة كولومبيا البريطانية. كما يوجد تمثال برونزي آخر له يُسمى "الحراس الثلاثة في المعرض الوطني الكندي" في أوتاوا، حيث تم تثبيته خارج المعرض.

## معرض صور

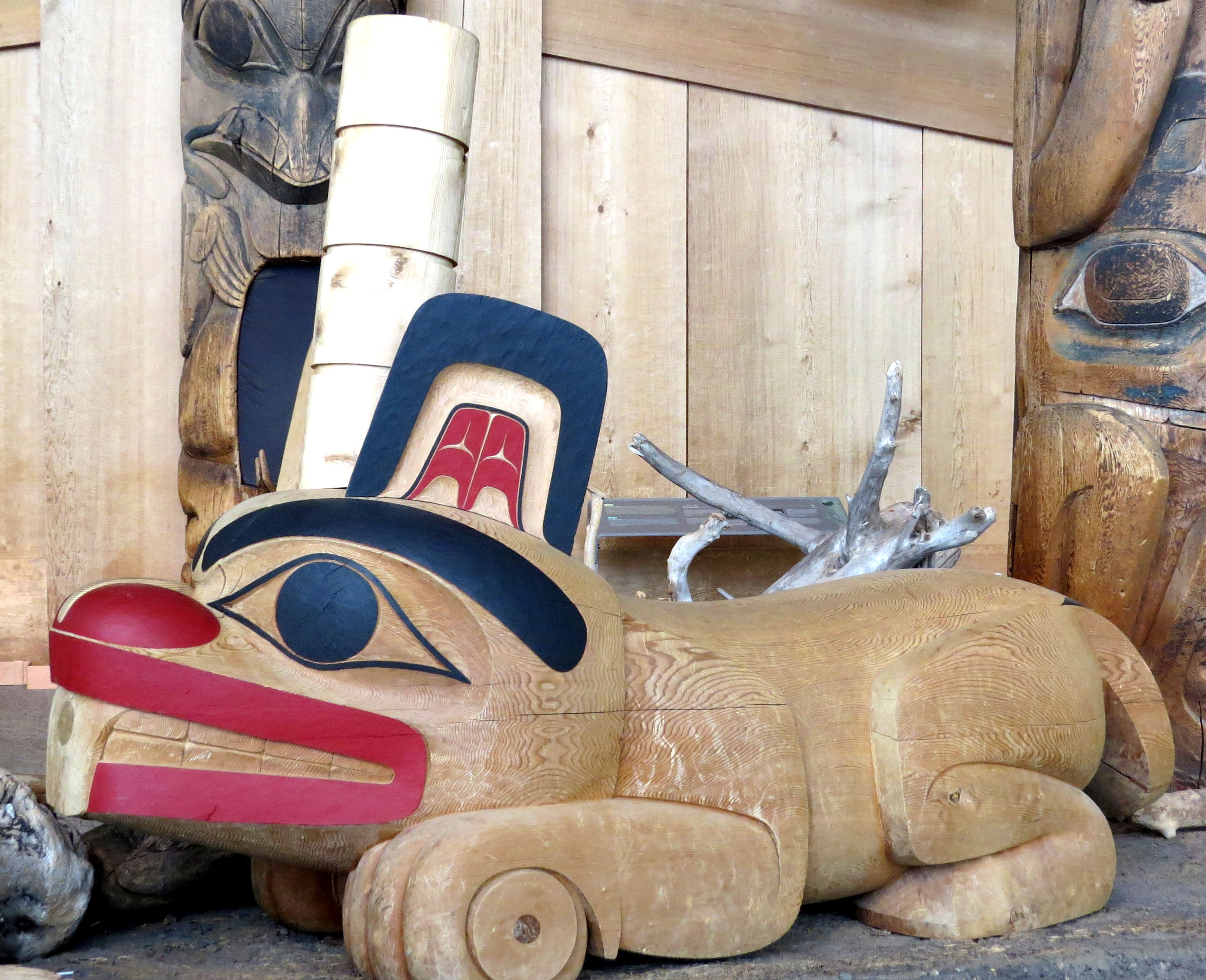
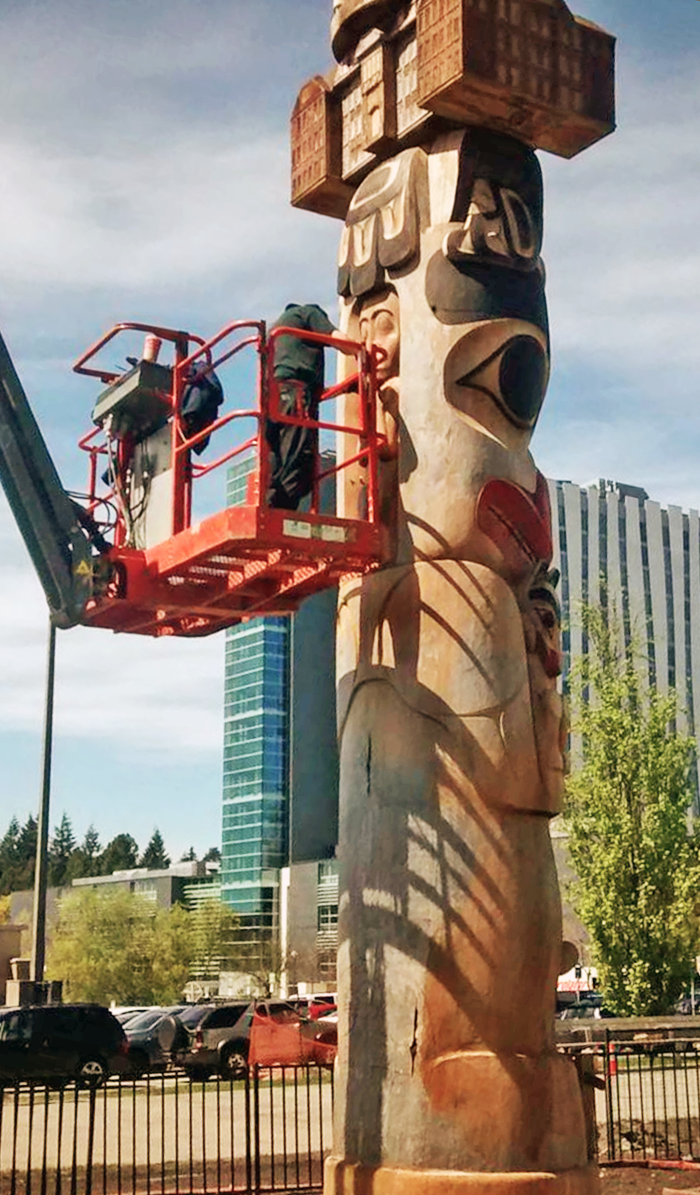
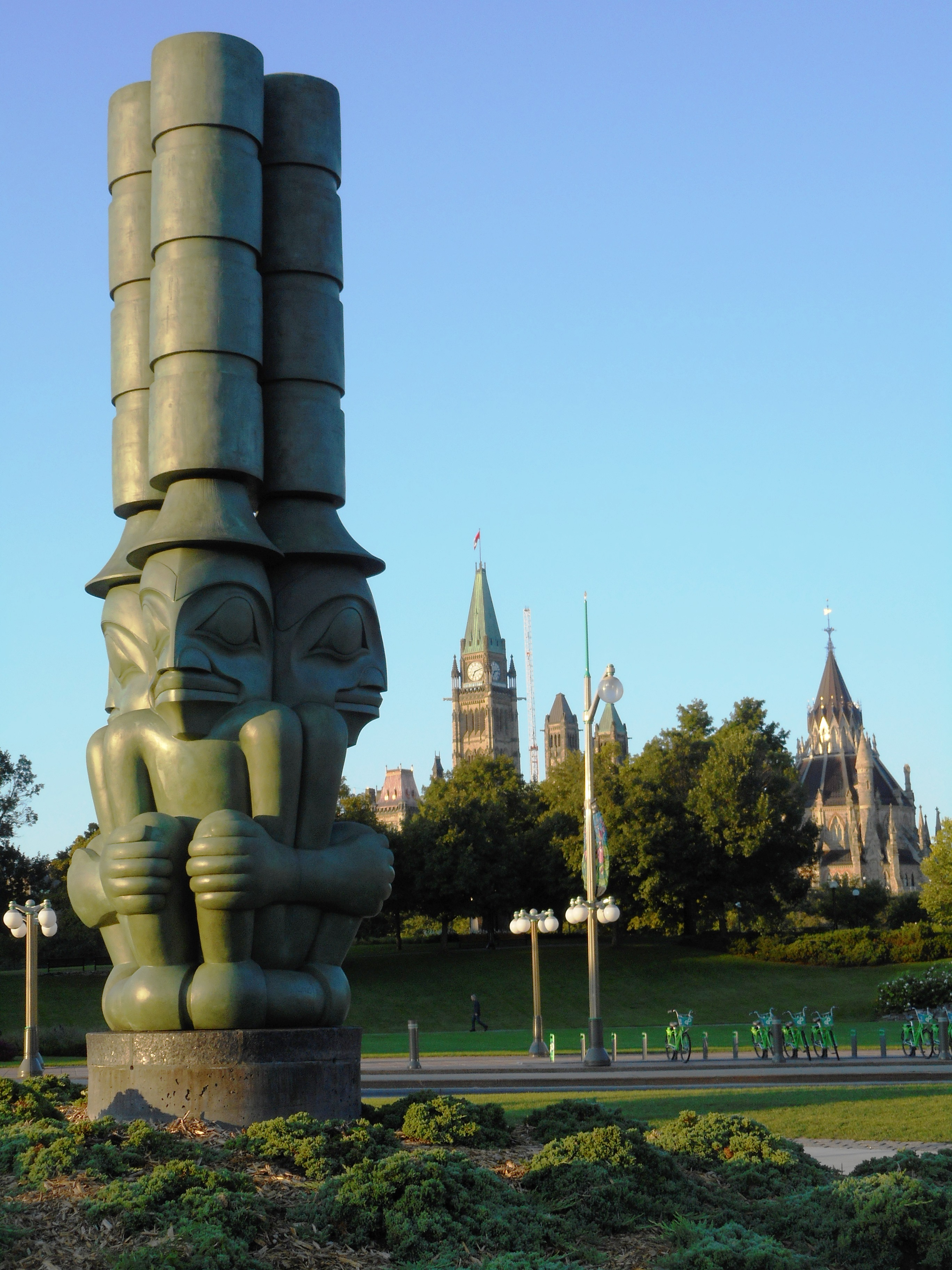

## الجوائز والتكريمات
حصل جيم هارت على وسام كولومبيا البريطانية في عام 2003، وتم تعيينه عضوًا في وسام كندا في يونيو 2023. كما تم تكريمه بوسام الذكرى الماسية لملكة المملكة المتحدة في عام 2013.
يحمل هارت درجة دكتوراه فخرية من جامعة إميلي كار للفنون والتصميم، كما حصل على درجة دكتوراه فخرية أخرى من جامعة سايمون فريزر في عام 2017.